# Eerste klasse 1969-70 (voetbal België)
Het seizoen 1969/70 van de Belgische Eerste Klasse ging van start in de zomer van 1969 en eindigde in de lente van 1970. De competitie telde 16 clubs. Standard Luik werd landskampioen, en verlengde zo zijn landstitel. Het was de vijfde titel uit de geschiedenis van de club.

## Gepromoveerde teams
Deze teams waren gepromoveerd uit de Tweede Klasse voor de start van het seizoen:
- AS Oostende KM (kampioen in Tweede)
- R. Crossing Club de Schaerbeek (fusieclub, voortzetting van R. Crossing Club Molenbeek, tweede in Tweede)

## Degraderende teams
Deze teams degradeerden naar Tweede Klasse op het eind van het seizoen:
- K. Beeringen FC
- AS Oostende KM

## Titelstrijd
Standard Luik werd kampioen met vier punten voorsprong op Club Brugge.

## Europese strijd
Standard was als landskampioen geplaatst voor de Europacup voor Landskampioenen van het volgend seizoen. Club Brugge plaatste zich als bekerwinnaar voor de Europese Beker voor Bekerwinnaars. RSC Anderlecht, KAA Gent en SK Beveren-Waas plaatsten zich voor de laatste editie van de Jaarbeursstedenbeker.

## Degradatiestrijd
AS Oostende en Beeringen FC eindigden afgetekend als laatsten en degradeerden.

## Eindstand
|         |    |                                | P  | W  | G  | V  | +  | -  | DS  | Ptn |
| ------- | -- | ------------------------------ | -- | -- | -- | -- | -- | -- | --- | --- |
| K       | 1  | R. Standard Club Liégeois      | 30 | 22 | 5  | 3  | 64 | 24 | 40  | 49  |
| (beker) | 2  | Club Brugge KV                 | 30 | 20 | 5  | 5  | 75 | 36 | 39  | 45  |
| (jaarb) | 3  | KAA Gent                       | 30 | 16 | 7  | 7  | 49 | 35 | 14  | 39  |
| (jaarb) | 4  | RSC Anderlecht                 | 30 | 15 | 6  | 9  | 64 | 29 | 35  | 36  |
| (jaarb) | 5  | SK Beveren-Waas                | 30 | 14 | 8  | 8  | 45 | 29 | 16  | 36  |
|         | 6  | K. Beerschot VAV               | 30 | 14 | 7  | 9  | 42 | 26 | 16  | 35  |
|         | 7  | K. Lierse SK                   | 30 | 12 | 8  | 10 | 39 | 42 | -3  | 32  |
|         | 8  | R. Racing White                | 30 | 10 | 10 | 10 | 36 | 41 | -5  | 30  |
|         | 9  | R. Charleroi SC                | 30 | 13 | 3  | 14 | 42 | 43 | -1  | 29  |
|         | 10 | KSV Waregem                    | 30 | 8  | 9  | 13 | 35 | 51 | -16 | 25  |
|         | 11 | RFC Liégeois                   | 30 | 8  | 7  | 15 | 34 | 44 | -10 | 23  |
|         | 12 | K. Sint-Truidense VV           | 30 | 8  | 7  | 15 | 36 | 57 | -21 | 23  |
|         | 13 | R. Crossing Club de Schaerbeek | 30 | 8  | 7  | 15 | 29 | 50 | -21 | 23  |
|         | 14 | Union Royale Saint-Gilloise    | 30 | 6  | 10 | 14 | 26 | 45 | -19 | 22  |
| D       | 15 | K. Beeringen FC                | 30 | 4  | 10 | 16 | 27 | 49 | -22 | 18  |
| D       | 16 | AS Oostende KM                 | 30 | 4  | 7  | 19 | 24 | 66 | -42 | 15  |

P: wedstrijden gespeeld, W: wedstrijden gewonnen, G: gelijke spelen, V: wedstrijden verloren, +: gescoorde doelpunten, -: doelpunten tegen, DS: doelsaldo, Ptn: totaal punten
K: kampioen, D: degradeert, (beker): bekerwinnaar, (jaarb): geplaatst voor Beker der Jaarbeurssteden

## Topscorers
De West-Duitser Lothar Emmerich van Beerschot VAV werd topschutter met 29 doelpunten.
1895/96 · 1896/97 · 1897/98 · 1898/99 · 1899/00 · 1900/01 · 1901/02 · 1902/03 · 1903/04 · 1904/05 · 1905/06 · 1906/07 · 1907/08 · 1908/09 · 1909/10 · 1910/11 · 1911/12 · 1912/13 · 1913/14 · 1914/15 · 1915/16 · 1916/17 · 1917/18 · 1918/19 · 
1919/20 · 1920/21 · 1921/22 · 1922/23 · 1923/24 · 1924/25 · 1925/26 · 1926/27 · 1927/28 · 1928/29 · 1929/30 · 1930/31 · 1931/32 · 1932/33 · 1933/34 · 1934/35 · 1935/36 · 1936/37 · 1937/38 · 1938/39 · 1939/40 · 1940/41 · 1941/42 · 1942/43 · 1943/44 · 1944/45 · 1945/46 · 1946/47 · 1947/48 · 1948/49 · 1949/50 · 1950/51 · 1951/52 · 1952/53 · 1953/54 · 1954/55 · 1955/56 · 1956/57 · 1957/58 · 1958/59 · 1959/60 · 1960/61 · 1961/62 · 1962/63 · 1963/64 · 1964/65 · 1965/66 · 1966/67 · 1967/68 · 1968/69 · 1969/70 · 1970/71 · 1971/72 · 1972/73 · 1973/74 · 1974/75 · 1975/76 · 1976/77 · 1977/78 · 1978/79 · 1979/80 · 1980/81 · 1981/82 · 1982/83 · 1983/84 · 1984/85 · 1985/86 · 1986/87 · 1987/88 · 1988/89 · 1989/90 · 1990/91 · 1991/92 · 1992/93 · 1993/94 · 1994/95 · 1995/96 · 1996/97 · 1997/98 · 1998/99 · 1999/00 · 2000/01 · 2001/02 · 2002/03 · 2003/04 · 2004/05 · 2005/06 · 2006/07 · 2007/08 · 2008/09 · 2009/10 · 2010/11 · 2011/12 · 2012/13 · 2013/14 · 2014/15 · 2015/16 · 2016/17 · 2017/18 · 2018/19 · 2019/20 · 2020/21· 2021/22 · 2022/23 · 2023/24 · 2024/25